# ملک‌الشعرا
مَلِک‌الشّعرا یا مَلِک‌الشّعراء عنوانی است که در برخی از کشورها رسماً از سوی حکومت به کسی داده می‌شود تا برای مناسبت‌های ملی و کشوری و حکومتی شعر بسراید.

## بر اساس کشور

### ایران
در دوران معاصر ایران، این لقب به محمدتقی بهار داده شد؛ به‌طوری‌که وقتی به‌طور مطلق «مَلِک‌الشعرا» گفته می‌شود، مقصود اوست. حتی غالباً از او با عنوان «مَلِک‌الشعرا بهار» یاد می‌شود.

### آمریکا
ملک‌الشعرای مشاور کتابخانه کنگره در امر شعر (به انگلیسی: Poet Laureate Consultant in Poetry to the Library of Congress) عنوان رسمی کسی است که هر سال از سوی رئیس کتابخانه کنگره آمریکا تعیین می‌شود تا به وظیفه ملک‌الشعرایی آمریکا بپردازد.

### بریتانیا
سمت افتخاری ملک‌الشعرای بریتانیا که بالاترین مقام ادبی است، رسماً توسط فرمانروای بریتانیا با توصیه و سفارش نخست‌وزیر تعیین می‌شود. 
شروع این عنوان در انگلستان به‌زمان پادشاهی جیمز یکم میرسد که در سال ۱۶۱۶  بن جانسون را ملک‌الشعرا نامید. اما در ۱۶۶۸ بود که چارلز دوم به‌طور رسمی این سمت را ایجاد و جان درایدن را منصوب کرد. کارول ان دافی از ۲۰۰۹ تا ۲۰۱۹ ملک‌الشعرا بود. سیمون آرمیتاژ در سال ۲۰۱۹ در سمت بیست و یکمین ملک‌الشعرا در بریتانیا انتخاب شد که هنوز در این سمت میباشد.